# Módulo Lunar de Apolo
El Módulo Lunar o LM (del inglés Lunar Module) fue un vehículo espacial de dos etapas diseñado para el alunizaje durante el programa Apolo (1961-1972), que tenía como objetivo llevar al hombre a la superficie de la Luna. Su papel era el de posarse sobre el satélite transportando a dos de los tres miembros de la tripulación de una misión Apolo y su equipamiento científico. Tras pasar de 2 a 4 días en la superficie lunar, su misión era la de despegar y reunirse en órbita con el Módulo de Mando y Servicio (CSM), que había permanecido mientras tanto, en espera en órbita lunar, y traería a los tres astronautas de vuelta a La Tierra.
Cuando en 1961 el presidente de los Estados Unidos, John F. Kennedy, propuso como objetivo a la Agencia Espacial Norteamericana enviar al hombre a la Luna antes de que termine la década, el programa espacial estadounidense se encontraba aún en un estado primitivo. Tras haber estudiado numerosas configuraciones para una nave espacial que alcance la superficie lunar, la NASA presentó el 6 de febrero de 1962 el método LOR (Lunar Orbital Rendezvous, en español Cita Orbital Lunar), idea inicial de John C. Houbolt del Langley Research Center presentada junto a Charles Mathews del Marshall Space Flight Center. En esta configuración, un módulo aluniza mientras otro módulo queda esperando en órbita. El método fue seleccionado a pesar de las dudas que suscitaba en la época el arriesgado encuentro en órbita entre ambos módulos, condición indispensable para que el viaje resulte un éxito. La utilización de un módulo lunar independiente era la única manera que permitía cumplir el plazo dado, ya que reducía considerablemente la masa a alunizar, y, con ello, los costes y los riesgos tecnológicos.
El LM se componía de dos etapas: una de descenso, que tenía como objetivo principal hacer descender verticalmente el módulo lunar gracias a un motor de potencia regulable, y una etapa de ascenso, con su propio motor y la cabina presurizada donde se alojaban los astronautas. A pesar de la complejidad de la misión y de un límite de masa muy estricto (15 toneladas como máximo), el módulo lunar fue un éxito en sus 6 misiones y no tuvo ningún incidente grave alojando a dos personas en un ambiente especialmente hostil y poco conocido en el momento de su desarrollo. El desarrollo y la construcción del módulo lunar fue encomendado a la empresa Grumman Aircraft Engineering Corporation el 11 de marzo de 1963. Se construyeron 15 módulos lunares, de los que 10 llegaron a volar y 6 llegaron a alunizar, entre 1969 y 1972. El Módulo Lunar de la misión Apolo 13 no llegó a alunizar, pero permitió salvar a la tripulación al sustituir como alojamiento al Módulo de Mando y Servicio averiado. El programa Constelación, que tenía por objetivo volver a la Luna en 2020, sigue utilizando una parte importante de las tecnologías desarrolladas para el LM.

## Estructura
La estructura del módulo lunar era de una aleación de aluminio, acero y titanio, siendo sus dimensiones totales de 6,98 m de altura y 9,45 de anchura con una masa total en vacío de 15.061 kg. Constaba de 2 módulos bien diferenciados, el módulo de descenso y el de ascenso que iban unidos mediante 4 pernos explosivos actuando ambos como una astronave única. 
El módulo de descenso, al cual iba unido en el momento del alunizaje al de ascenso, medía 3,23 m de altura, 4,52 m de anchura y 2.033 kg en vacío, formando una especie de caja octogonal que se sujetaba sobre cuatro patas articuladas, las cuales terminaban en un disco de 94 cm de diámetro destinado a absorber el choque mediante un sistema de paneles deformables en forma de colmena y evitar el hundimiento del vehículo en el regolito. 
Este módulo servía de soporte al motor cohete de frenado, los depósitos de propergol del mismo, los depósitos de agua, oxígeno y helio, así como el instrumental científico (ALSEP), las baterías eléctricas, el radar altímetro y en alguna misión el LRV o coche lunar replegado, todo ello revestido de una pantalla de protección térmica y anti-micro meteoritos.
Tres de las cuatro patas del módulo de descenso iban equipadas con un sensor de 173 cm de largo, que tenía como misión indicar a los pilotos el momento del contacto con la superficie lunar para así detener el motor de frenado, portando la última pata la escalerilla de descenso con barandilla y 9 peldaños. 
El motor de frenado era reactivable y graduable, con una fuerza impelente de 476 a 4.477 kg, alimentado por 8.187 kg de combustible que le permitía una autonomía de funcionamiento de 14:30 min. 
Poseía asimismo la capacidad de inclinarse hasta 6º en cualquier dirección, si bien los desplazamientos laterales de la nave se efectuaban con ayuda de pequeños cohetes de helio situados en el módulo de ascenso.
El módulo de ascenso medía 3,76 m de alto, 4,52 m de diámetro y 2.179 kg en vacío, constando de tres secciones principales: el puesto de pilotaje, la sección central y el compartimiento de equipo, a lo que se añadía el soporte del motor, la pantalla térmica y anti-micro meteorito y la antena. 
El puesto de pilotaje era de forma cilíndrica, de 2,34 m de diámetro y 1,07 m de longitud, con capacidad para dos astronautas en un volumen habitable de 4,53 m³ y con una atmósfera interior de oxígeno al 100 % y 23,8 °C de temperatura, dotado de indicadores y elementos de control similares a los del módulo de mando. 
Los astronautas no disponían de asientos, manteniéndose erguidos mediante un sistema de tirantes y abrazaderas que evitaban las sacudidas, pues según los técnicos, era la mejor posición para que los tripulantes soportaran bien el choque con la superficie lunar. 
Para la observación directa existían dos ventanillas poligonales a la altura de la vista, así como otra situada en el techo y utilizada para la maniobra de atraque. 
Este módulo disponía de una escotilla de 81 cm de diámetro en la parte superior, destinada a permitir el paso de los tripulantes entre el módulo lunar y el módulo de mando, así como otra compuerta de forma cuadrada de 81 cm de lado en la parte frontal empleada para efectuar la salida al exterior.
La sección central lleva en la parte superior un túnel de 81 cm de diámetro y la compuerta de acoplamiento al módulo de mando, y en la parte inferior la cubierta del motor cohete de ascenso, con una fuerza impelente de 1.588 kg alimentado con 2.352 kg de combustible líquido que le permitía una autonomía de 7 min y 40 s, pudiendo ser encendido y apagado 35 veces.

## Sistemas
- Sistema de energía eléctrica: 6 pilas de plata-zinc (4 en el módulo de descenso y 2 en el de ascenso) que proporcionaban corriente continua a 28 V y dos inversores con corriente alterna a 117 V y 400 Hz.
- Sistema de comunicaciones en telefonía, televisión y telemetría formado por 2 transmisores- receptores en banda S, dos transmisores-receptores en VHF y un dispositivo de tratamiento de señales equipado con las antenas correspondientes.
- Sistema de control ambiental con regeneradores de atmósfera en cabina, suministro de oxígeno y presión, suministro de agua, control térmico y tomas de oxígeno y agua para el equipo portátil P.L.S.S.
- Sistema de control de posición por reacción con 4 motores de 45 kg de empuje.
- Sistema de propulsión de descenso.
- Sistema de propulsión de ascenso.
- Sistema de guía, navegación y control a base de un sistema inercial y radares de encuentro y aterrizaje mediante ordenador, una sección de guiado para caso de abortar el descenso, una sección de radar, una sección de control electrónico y otra de vuelo orbital.
- Sistema de indicadores de aviso de mal funcionamiento, así como luces de seguimiento en la parte frontal del módulo lunar que lanzaban destellos de 20 mili/s de duración y eran visibles mediante el sextante del módulo de mando hasta una distancia de 644 km o 209 km a simple vista y luces de posición con un alcance de hasta 305 m.

## Resumen de la misión
- Separación del módulo de mando con dos astronautas en su interior tras encontrarse situada en órbita lunar.
- Descenso mediante frenado sobre la superficie lunar.
- Salida de los astronautas en EVA.
- Tras finalizar la misión, separación del módulo de ascenso mediante el empleo del módulo de descenso como plataforma de despegue.
- Vuelo vertical, situación en oblicuo y paralelo a la superficie lunar hasta una órbita de estacionamiento de entre 18,5 y 55 kilómetros de altitud, acoplamiento al módulo de mando y servicio (CSM) y abandono del módulo de ascenso que era dejado en órbita lunar o estrellado violentamente contra la superficie del satélite para provocar lunamotos.

## Especificaciones

### Características generales
- Tripulación: 2
- Altura: 3,8 m (12,3 ft)
- Peso vacío: 2150 kg (4738,6 lb)
- Peso máximo al despegue: 4700 kg (10 358,8 lb)
- Planta motriz: 2× Cohete Rocketdyne RS-18.
  - Empuje normal: 15,6 kN (1588 kgf; 3500 lbf) de empuje cada uno.

## Nota
1. ↑  El acrónimo LM reemplazó en 1968 el acrónimo LEM anterior, ya que la NASA consideraba que el término Excursión no expresaba bien el objetivo del viaje lunar.